# Akademie Tung-lin
Akademie Tung-lin (čínsky pchin-jinem Dōnglín shūyuàn, znaky zjednodušené 东林书院, tradiční 東林書院, doslova „Akademie ve východním háji“), byla neokonfuciánská škola, pojmenovaná po klášteru Tung-lin ležícím na úpatí hory Lu-šan. V první čtvrtině 17. století byla střediskem hnutí Tung-lin, politického hnutí neokonfuciánských konzervativců stavějících se proti moci eunuchů u císařského dvora.

## Historie
Vznikla pod názvem akademie Kuej-šan (čínsky pchin-jinem Guīshān shūyuàn, znaky zjednodušené 龟山书院, tradiční 龜山書院) jihovýchodně od města Wu-si (provincie Ťiang-su) roku 1111 za vlády dynastie Severní Sung. Akademii založil neokonfuciánský učenec Jang Š’ a osmnáct let v ní vyučoval. Později zanikla a za dynastie Jüan ji nahradil buddhistický chrám.
Roku 1604 v éře Wan-li velký sekretář Ku Sien-čcheng (1550–1612) společně s učencem Kao Pchan-lungem (1562–1626) s finanční podporou místní džentry a úředníků na stejném místě akademii obnovili, pod názvem akademie Tung-lin. Skupina podporovatelů akademie se zformovala ve vládních sporech o nástupnictví císaře Wan-liho, kdy v opozici proti císaři podporovala práva jeho nejstaršího syna Ču Čchang-lua. Motivací pro obnovení akademie byly obavy o stav státní správy a neschopnost prosadit zlepšení situace mocensky. Hnutí Tung-lin odmítalo ovlivnění konfuciánství buddhistickými a taoistickými vlivy, které spatřovalo ve filozofii radikálních stoupenců filozofie Wang Jang-minga. Namísto toho se drželo učení Ču Siho. Propagovalo tradiční konfuciánskou morálku jako prostředek ke zlepšení stavu společnosti.
K předním členům akademie patřili kromě Ku Sien-čchenga a Kao Pchan-lunga také Sun Čen-sing, Chuang Cun-su a Čchien I-pien. Akademie se stala centrem opozičních konzervativců na sklonku vlády dynastie Ming a v raném čchingském období, takzvaného hnutí Tung-lin. Získala mnoho příznivců v administrativě, zejména v letech 1620–1623, kteří aktivně prosazovali moralistickou kritiku konkurentů a přispěli tak k rozdělení dvora na soupeřící frakce.
V době vlády císaře Tchien-čchiho, prosadil roku 1625 mocný eunuch Wej Čung-sien uzavření akademie, šest jejích vedoucích představitelů v čele Jang Lienem bylo popraveno.
Po nástupu nového císaře Čchung-čena a změně vlády byla roku 1633 akademie obnovena a hnutí opět získalo vliv ve státní správě, nedosáhlo však bývalé síly. Roku 1902 byla reorganizována v základní školu.